# Campeonato Nacional de Portugal de Pista Coberta

## Edições do Campeonato de Portugal de Pista Coberta (Masculino e Feminino)[1][2]
O Campeonato Nacional de Portugal de Pista Coberta é a mais importante competição nacional de índole colectiva do atletismo português. Criada em 1994, é organizada pela Federação Portuguesa de Atletismo.
| Época | Masculino        | Feminino         |
| Época | Clube campeão    | Clube campeão    |
| ----- | ---------------- | ---------------- |
| 1994  | SL Benfica       | SL Benfica       |
| 1995  | SL Benfica (2)   | Sporting CP      |
| 1996  | Sporting CP      | Sporting CP (2)  |
| 1997  | Sporting CP (2)  | Sporting CP (3)  |
| 1998  | Sporting CP (3)  | Sporting CP (4)  |
| 1999  | Sporting CP (4)  | Sporting CP (5)  |
| 2000  | Sporting CP (5)  | Sporting CP (6)  |
| 2001  | Sporting CP (6)  | Sporting CP (7)  |
| 2002  | Sporting CP (7)  | Sporting CP (8)  |
| 2003  | Sporting CP (8)  | Sporting CP (9)  |
| 2004  | Sporting CP (9)  | Sporting CP (10) |
| 2005  | Sporting CP (10) | Sporting CP (11) |
| 2006  | Sporting CP (11) | Sporting CP (12) |
| 2007  | Sporting CP (12) | Sporting CP (13) |
| 2008  | Sporting CP (13) | Sporting CP (14) |
| 2009  | Sporting CP (14) | Sporting CP (15) |
| 2010  | Sporting CP (15) | FC Porto         |
| 2011  | Sporting CP (16) | Sporting CP (16) |
| 2012  | SL Benfica (3)   | Sporting CP (17) |
| 2013  | SL Benfica (4)   | Sporting CP (18) |
| 2014  | SL Benfica (5)   | Sporting CP (19) |
| 2015  | SL Benfica (6)   | Sporting CP (20) |
| 2016  | SL Benfica (7)   | Sporting CP (21) |
| 2017  | Sporting CP (17) | Sporting CP (22) |
| 2018  | SL Benfica (8)   | Sporting CP (23) |
| 2019  | SL Benfica (9)   | Sporting CP (24) |
| 2020  | SL Benfica (10)  | Sporting CP (25) |
| 2021  | Sporting CP (18) | Sporting CP (26) |
| 2022  | SL Benfica (11)  | Sporting CP (27) |
| 2023  | Sporting CP (19) | Sporting CP (28) |
| 2024  | SL Benfica (12)  | SL Benfica (2)   |

## Palmarés

### Palmarés por clube (Masculino)
| Campeões nacionais de Pista Coberta |             |         |
| Nº                                  | Clube       | Títulos |
| 1º                                  | Sporting CP | 19      |
| 2º                                  | SL Benfica  | 12      |

### Palmarés por clube (Feminino)
| Campeões nacionais de Pista Coberta |             |         |
| Nº                                  | Clube       | Títulos |
| 1º                                  | Sporting CP | 28      |
| 2º                                  | SL Benfica  | 2       |
| 3º                                  | FC Porto    | 1       |